# Actinium(III)fluoride
Actinium(III)fluoride (AcF3) is een anorganische verbinding, een zout van actinium en fluor.

## Synthese
Actiniumfluoride kan op twee manieren gemaakt worden:
in oplossingIn dit geval wordt een oplossing van actinium(III)hydroxide behandeld met een oplossing van waterstoffluoride. Het product slaat neer:
{\displaystyle {\ce {Ac(OH)3 + 3HF -> AcF_3(v) + 3H2O}}}
Vaste stof-reactieIn dit geval wordt metallisch actinium in een platina kroes bij 700 °C behandeld met waterstoffluoride.
{\displaystyle {\ce {2Ac+6HF->[{} \atop {\ce {700^{o}C}}]\ 2AcF3\ +\ 3H2}}}

## Eigenschappen
Actiniumfluoride is een witte vaste stof die bij 900–1000 °C met ammoniak reageert tot actiniumoxyfluoride:
{\displaystyle {\ce {AcF3+2NH3+H2O->[{} \atop {\ce {900{-}1000^{o}C}}]AcOF\ +\ 2NH4F}}}
Hoewel actinium onder lanthaan in het periodiek systeem staat, zijn deze reactieomstandigheden zeer afwijkend van die voor LaF3 gelden: deze stof wordt door simpel in lucht verwarmen al omgezet in lathaanoxyfluoride. Een vergelijkbare behandeling levert voor actinium(III)fluoride slechts de gesmolten stof en geen oxychloride..